# Manoir de Querville
Pour les articles homonymes, voir Querville.
Le manoir de Querville est une demeure,  du XVIe siècle, de nos jours siège d'une exploitation agricole, qui se dresse sur le territoire de la commune française de Prêtreville dans le département du Calvados, en région Normandie.
Le manoir est partiellement inscrit aux monuments historiques.

## Localisation
Le manoir est situé sur la commune de Prêtreville, dans le département français du Calvados.

## Historique
Le manoir de Querville est édifié au XVIe siècle, et remanié au XVIIe siècle. 
Il est construit par la famille de Querville, à l'emplacement du château qu'ils possédaient depuis 1300. En 1652, le manoir est acheté par Guillaume de Mauduit.
Le manoir était en 1998, la possession de M. Courtemanche.

## Description
Le manoir, d'époque Henri IV, a conservé quelques vestiges de l'édifice précédent du début du XVIe siècle.
Bâti en brique et pierre, comme le pavillon d'entrée, le corps de logis principal est en colombage à l'étage, et a pour annexes des communs et un colombier.

## Protection aux monuments historiques
Les façades et toitures du corps du logis et des dépendances ; le pavillon d'entrée et le colombier sont inscrits au titre des monuments historiques par arrêté du 9 septembre 1933.